# Roman Jakič
Roman Jakič (ur. 1 maja 1967 w Lublanie) – słoweński polityk, parlamentarzysta, poseł do Parlamentu Europejskiego V kadencji (2004), w latach 2013–2014 minister obrony.

## Życiorys
Ukończył studia z zakresu pedagogiki i socjologii Uniwersytecie Lublańskim. W latach 1987–1990 był przedstawicielem studentów we władzach macierzystego wydziału. W 1990 został członkiem jednej z trzech izb parlamentu Socjalistycznej Republiki Słowenii. Od początku lat 90. działacz Liberalnej Demokracji Słowenii. W latach 1991–1998 był przewodniczącym jej organizacji młodzieżowej, od 1993 do 1996 był wiceprzewodniczącym międzynarodowej młodzieżówki liberalnej IFLRY. W latach 1992–1996 kierował wydziałem swojej partii ds. stosunków międzynarodowych.
W latach 1996–2004 zasiadał w Zgromadzeniu Państwowym, reprezentował krajowy parlament w Zgromadzeniu Parlamentarnym Rady Europy. W 1998 został wybrany na radnego Lublany. Od 2003 pełnił funkcję obserwatora w Parlamencie Europejskim, od maja do lipca 2004 sprawował mandat eurodeputowanego V kadencji w ramach delegacji krajowej.
W latach 2004–2005 pełnił obowiązki sekretarza generalnego LDS. W kwietniu 2001 został prezesem słoweńskiego związku lekkiej atletyki, którym był do lutego 2005, kiedy zastąpił go Peter Kukovica. Przez kilka kolejnych lat prowadził własną działalność gospodarczą, był też prezesem instytutu zajmującego się sprawami sportu w Lublanie (Javni zavod Šport Ljubljana). W 2011 powrócił do Zgromadzenia Państwowego z listy Pozytywnej Słowenii. Od marca 2013 do września 2014 sprawował urząd ministra obrony w rządzie Alenki Bratušek. W 2014 bez powodzenia ubiegał się o poselską reelekcję z ramienia Sojuszu Alenki Bratušek.